# Xantharia cucphuong
Espèce
Xantharia cucphuong est une espèce d'araignées aranéomorphes de la famille des Miturgidae.

## Distribution
Cette espèce est endémique de la province de Ninh Bình au Viêt Nam. Elle se rencontre dans le parc national de Cúc Phương.

## Description
Le mâle holotype mesure 6,73 mm.

## Systématique et taxinomie
Cette espèce a été décrite par Chu et Li en 2023.

## Étymologie
Son nom d'espèce lui a été donné en référence au lieu de sa découverte, le parc national de Cúc Phương.

## Publication originale
- Chu, Li, Yao & Yao, 2023 : « One new genus and four new species of Liocranidae Simon, 1897 (Arachnida, Araneae) from China and Vietnam. » ZooKeys, no 1181, p. 219-240.